# Amtsgericht Usingen

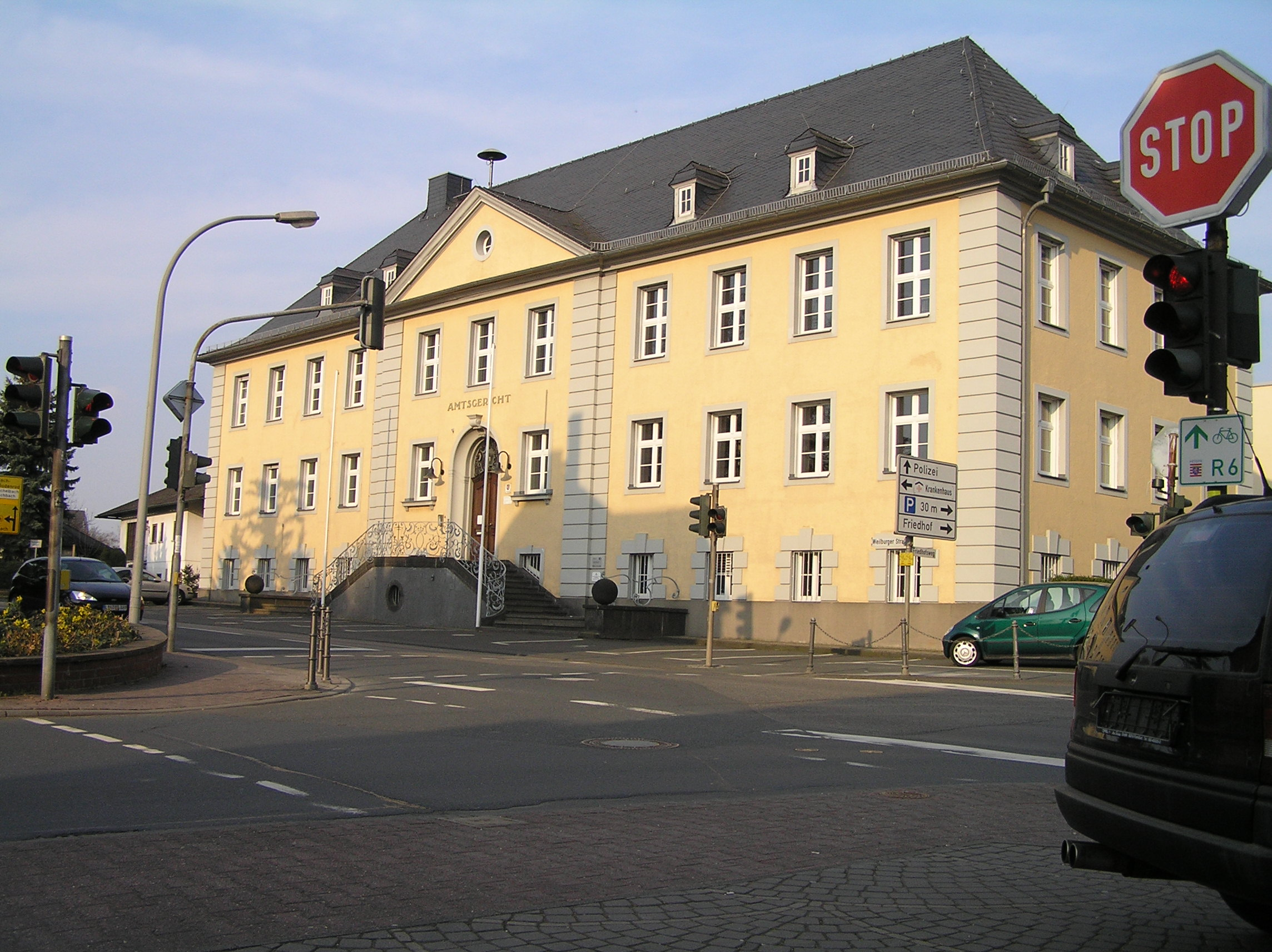
Amtsgericht Usingen

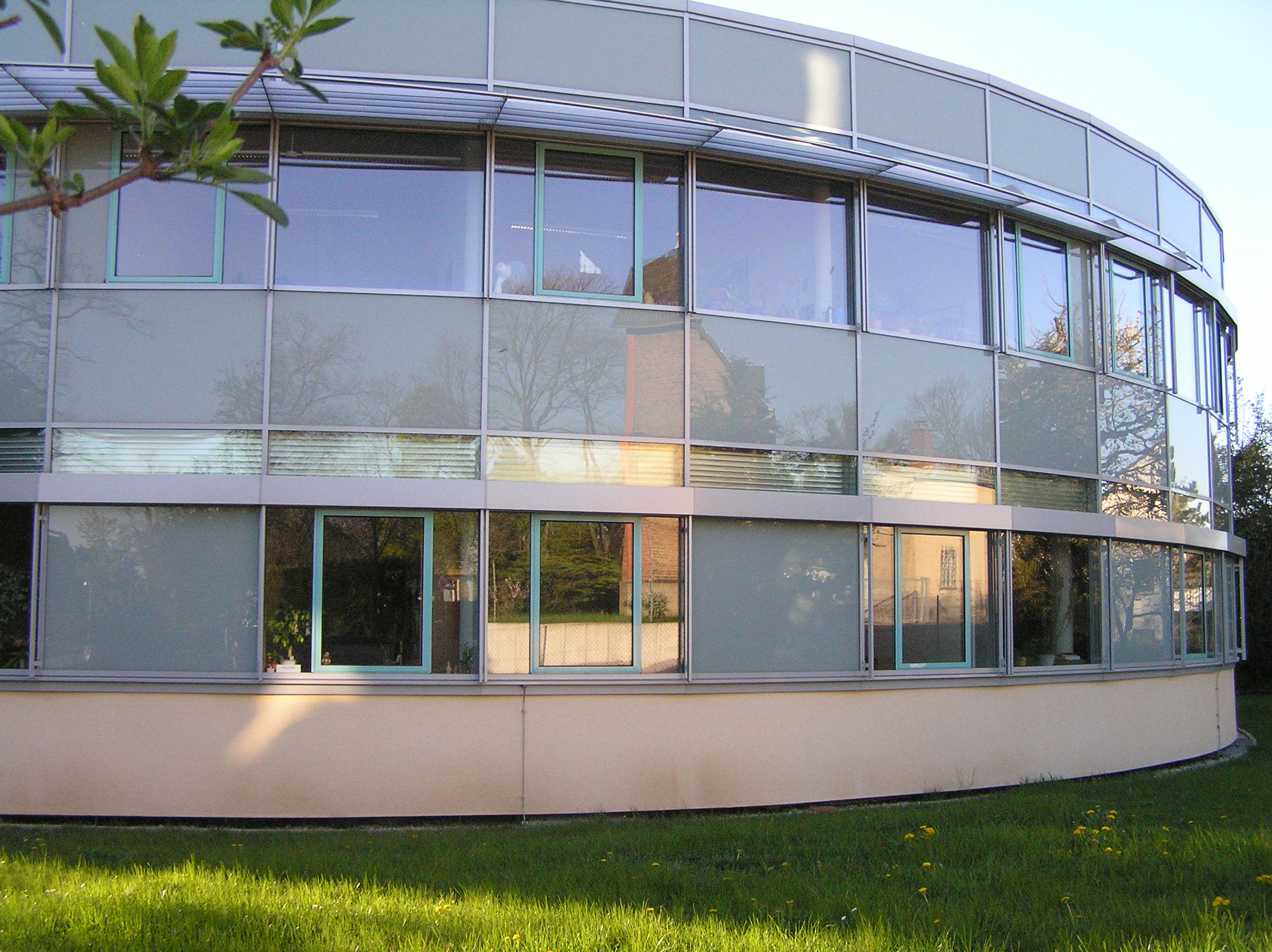
Neubau Amtsgericht Usingen

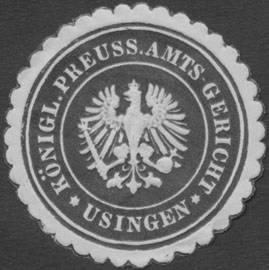
Siegelmarke des königlich preußischen Amtsgerichts Usingen

Das Amtsgericht Usingen (AG Usingen) war von 1832 bis 2011 ein deutsches Amtsgericht der ordentlichen Gerichtsbarkeit mit Sitz in Usingen.

## Gerichtsbezirk und Sitz
Das Amtsgericht Usingen war erstinstanzliches Gericht in Zivil-, Familien- und Strafsachen. Es gehörte zuletzt zum Bezirk des Landgerichts Frankfurt am Main. Der Bezirk des Amtsgerichts umfasste die Städte Usingen und Neu-Anspach sowie die Gemeinden Grävenwiesbach, Schmitten im Taunus, Wehrheim und Weilrod. Das ehemalige Gerichtsgebäude befindet sich in der Weilburger Straße 2, 61250 Usingen.

## Geschichte
Seit langer Zeit wird in Usingen Recht gesprochen. In den Jahren 1832 bis 1849 bestand in Usingen ein aus den früheren Gerichten Weilburg, Hachenburg und Ehrenbreitstein entstandenes Hofgericht des Herzogtums Nassau. Es war gleichzeitig Appellationsgericht, das im Usinger Schloss untergebracht war. Dem Freikämpfer der 1848er-Revolution Georg Böhning (1788–1849) wurde 1841 vor dem Hofgericht Usingen der Prozess gemacht. Es musste ihn jedoch freisprechen. Böhning wurde 1849 in Rastatt standrechtlich erschossen.
Als Gericht der ersten Instanz in Usingen dienten im Herzogtum Nassau die Ämter. In
Mit § 12 der Verordnung vom 22. Februar 1867 wurde nach der Annexion Nassaus durch Preußen die Trennung von Verwaltung und Justiz angeordnet. Diese war im Herzogtum Nassau nicht gegeben. Die Ämter waren sowohl Verwaltungsbezirke als auch Gerichte erster Instanz. In Usingen bestand das Amt Usingen. Mit Verordnungen vom 26. Juni 1867 und 21. August 1867 wurde die Justizfunktion den neu geschaffenen Amtsgerichten, darunter dem Amtsgericht Usingen übertragen. Das Amtsgericht Usingen war zunächst dem Kreisgericht Limburg nachgeordnet. Zum 1. Oktober 1879 traten die Änderungen des Gerichtsverfassungsgesetzes in Kraft. Das Amtsgericht Usingen blieb bestehen, anstelle des aufgelösten Kreisgerichtes Limburg trat nun aber das Landgericht Wiesbaden. Mit Gesetz vom 30. Mai 1893 wurden die Gemeinden Haintchen und Hasselbach aus dem Gerichtsbezirk ausgegliedert und dem Amtsgericht Camberg unterstellt. Der Sitz dieses Gerichtes war zunächst ein Gebäude am Schloßplatz. In den Jahren 1923 bis 1925 wurde das heutige Gebäude errichtet. Nachdem auch dieses Gebäude in den 1990er Jahren zu klein geworden war, wurde im Jahr 2003 ein Erweiterungsbau an der Rückseite des Gebäudes errichtet. Architektonisch steht dieser runde Anbau aus Glas und Stahl in starkem Kontrast zum Altbau.
In der Zeit des Nationalsozialismus wurde das Amtsgericht Usingen geschlossen und als Zweigstelle des Amtsgerichtes Bad Homburg fortgeführt. 1945 wurden zwei Gemeinden des AG Usingen an das Amtsgericht Wetzlar abgegeben, und zum 1. Mai 1947 wurde das AG Usingen wieder selbstständig.
Zum 31. Dezember 2011 wurde das Amtsgericht Usingen gemäß Beschluss des Hessischen Landtags vom 15. September 2011 aufgelöst und die Aufgaben an die Amtsgerichte Bad Homburg v. d. Höhe (Usingen, Wehrheim, Neu-Anspach und Grävenwiesbach) und Königstein im Taunus (Schmitten und Weilrod) verteilt. Hintergrund war eine Entscheidung im Rahmen des Projektes Konsolidierung und Kompensation (KuK) des Hessischen Justizministeriums vom Juni 2010.

## Nachnutzung des Gebäudes
Das denkmalgeschützte Gebäude wird seit September 2016 nach Umbau als Polizeistation genutzt und ersetzt die 1964 gebaute Polizeistation gegenüber dem Krankenhaus.